# U-17-Fußball-Südamerikameisterschaft 2009
Die U-17-Fußball-Südamerikameisterschaft 2009 fand vom 17. April 2009 bis zum 9. Mai 2009 in Chile statt.
Es nahmen am Turnier die Nationalmannschaften Argentiniens, Boliviens, Brasiliens, Chiles, Ecuadors, Kolumbiens, Paraguays, Perus, Uruguays und Venezuelas teil. Ausgetragen wurden die Begegnungen zur Ermittlung des Turniersiegers in der Stadt Iquique im Estadio Tierra de Campeones. Gespielt wurde in zwei Fünfer-Gruppen. Die beiden Gruppensieger nach Abschluss der Gruppenphase qualifizierten sich für die U-17-Weltmeisterschaft 2009 in Nigeria und für das entscheidende Finalspiel um den Turniersieg. Die Gruppenzweiten und Gruppendritten spielten in einer Vierer-Gruppe die weiteren Platzierungen und somit auch die beiden weiteren Startplätze für die U-17-WM aus.
Aus der Veranstaltung ging die U-17 Brasiliens als Sieger des Finalspiels nach einem 6:5-Sieg im Elfmeterschießen (2:2 nach der regulären Spielzeit) über Argentinien hervor. Die Plätze drei bis sechs belegten die Nationalteams aus Uruguay, Kolumbien, Bolivien und Ecuador. Torschützenkönig des Turniers war mit sieben erzielten Treffern der Kolumbianer Edwin Cardona vor dem Uruguayer Gonzalo Barreto (vier Tore).